# Comuna Ștefan cel Mare, Bacău
Ștefan cel Mare (în trecut, Bogdana și Borzești, în maghiară Szárazpatak) este o comună în județul Bacău, Moldova, România, formată din satele Bogdana, Gutinaș, Negoiești, Rădeana, Ștefan cel Mare (reședința) și Viișoara.

## Așezare
Comuna se află în sudul județului, pe malurile Trotușului, la sud-est de orașul Onești. Este traversată de șoseaua națională DN11A, care leagă Oneștiul de Adjud. Prin comună trece și calea ferată Adjud–Comănești–Siculeni, pe care este deservită de stația Borzești Bacău și de halta Borzești Bacău.

## Demografie
Componența etnică a comunei Ștefan cel Mare
     Români (68,58%)
     Romi (24,81%)
     Alte etnii (0,02%)
     Necunoscută (6,6%)
Componența confesională a comunei Ștefan cel Mare
     Ortodocși (63,68%)
     Penticostali (23,13%)
     Romano-catolici (6,03%)
     Alte religii (0,43%)
     Necunoscută (6,73%)
Conform recensământului efectuat în 2021, populația comunei Ștefan cel Mare se ridică la 5.140 de locuitori, în creștere față de recensământul anterior din 2011, când fuseseră înregistrați 4.742 de locuitori. Majoritatea locuitorilor sunt români (68,58%), cu o minoritate de romi (24,81%), iar pentru 6,6% nu se cunoaște apartenența etnică. Din punct de vedere confesional, majoritatea locuitorilor sunt ortodocși (63,68%), cu minorități de penticostali (23,13%) și romano-catolici (6,03%), iar pentru 6,73% nu se cunoaște apartenența confesională.

## Politică și administrație
Comuna Ștefan cel Mare este administrată de un primar și un consiliu local compus din 15 consilieri. Primarul, Ion Vlasie[*], de la Partidul Social Democrat, este în funcție din 2000. Începând cu alegerile locale din 2024, consiliul local are următoarea componență pe partide politice:
|  | Partid                          | Consilieri | Componența Consiliului | Componența Consiliului | Componența Consiliului | Componența Consiliului | Componența Consiliului | Componența Consiliului | Componența Consiliului | Componența Consiliului | Componența Consiliului | Componența Consiliului | Componența Consiliului | Componența Consiliului |
|  | ------------------------------- | ---------- | ---------------------- | ---------------------- | ---------------------- | ---------------------- | ---------------------- | ---------------------- | ---------------------- | ---------------------- | ---------------------- | ---------------------- | ---------------------- | ---------------------- |
|  | Partidul Social Democrat        | 12         |                        |                        |                        |                        |                        |                        |                        |                        |                        |                        |                        |                        |
|  | Partidul Național Liberal       | 2          |                        |                        |                        |                        |                        |                        |                        |                        |                        |                        |                        |                        |
|  | Alianța pentru Unirea Românilor | 1          |                        |                        |                        |                        |                        |                        |                        |                        |                        |                        |                        |                        |

## Istorie
Componența etnică a comunei Bogdana (actual Ștefan cel Mare) după recensământul populației din anul 1899.
     Români (86,1%)
     Maghiari (12,1%)
     Evrei (1,8%)
La sfârșitul secolului al XIX-lea, comuna purta denumirea de Bogdana, făcea parte din plasa Trotuș a județului Bacău și era alcătuită din satele Rădeana, Gutinașu, Vrânceni, Corbu, Bogdana, Valea Seacă (reședința), Livada, Gârbovanu și Mărcești, având în total 2030 de locuitori, din care 1748 români, 245 maghiari și 37 evrei, ce trăiau în 564 de case. În comună existau două mori de apă, o moară de vânt, cariere de piatră, o școală mixtă cu 17 elevi (dintre care 2 fete) înființată în 1858 la Bogdana, patru biserici ortodoxe (la Bogdana, Gutinașu, Rădeana și Gârbovanu) și două catolice (la Gutinașu și Valea Seacă), iar principalii proprietari de terenuri erau G. Donici, statul, moștenitorii lui Grigorie al Palaghiței, Constantin Corbu, Em. Donici și Tulea Welt. La acea vreme, pe teritoriul actual al comunei mai funcționa în aceeași plasă și comuna Jăvreni, formată din satele Jăvreni, Flocești, Heltiu, Boiștea-Boierească, Boiștea-Răzășească și Boiștea-Galin, având în total 1007 locuitori ce trăiau în 583 de case; aici erau trei mori de apă și patru biserici (două la Jăvreni și câte una la Heltiu și Boiștea Boierească).
Anuarul Socec consemnează comunele în aceeași plasă. Bogdana avea acum 2500 de locuitori în satele Bogdana, Borzești, Cerchezeștii-Lahovari, Gârbovanu, Gutinaș, Livada, Negoești, Valea Seacă și Rădeana. Comuna Jevreni avea 1629 de locuitori în satele Boiștea-Boierească, Boiștea-Răzeși, Boiștea Călin, Ciuperci, Corbu, Flocești, Heltiu și Miclăușoaia. În 1931, comuna Bogdana se regăsește cu denumirea de Borzești.
În 1950, comunele au trecut în administrarea raionului Târgu Ocna din regiunea Bacău, iar autoritățile comuniste au început după 1952 evoluția forțată a comunei vecine Onești către statutul de oraș. Comuna Jevreni a fost desființată, câteva sate ale ei (inclusiv cel de reședință) trecând la comuna Borzești, denumită acum Ștefan cel Mare (ca și satul ei de reședință, fost Valea Seacă). În 1964, satul Jevreni i s-a schimbat denumirea în Viișoara. În 1968, comuna Ștefan cel Mare a devenit comună suburbană a municipiului Gheorghe Gheorghiu-Dej din județul Bacău și i s-au arondat și satele comunei Buciumi, desființată; tot atunci, au fost desființate satele Ciopești, Corbu, Micloșoaia (comasate cu Viișoara), Gârbovana (comasat cu Negoiești) și Livada (comasat cu Bogdana). În 1989, s-a renunțat la conceptul de comună suburbană, iar comuna Ștefan cel Mare a fost subordonată direct județului Bacău.
În anul 2005, satele Buciumi și Răcăuți s-au separat și au format din nou comuna Buciumi, iar comuna Ștefan cel Mare a căpătat alcătuirea actuală.

## Monumente istorice

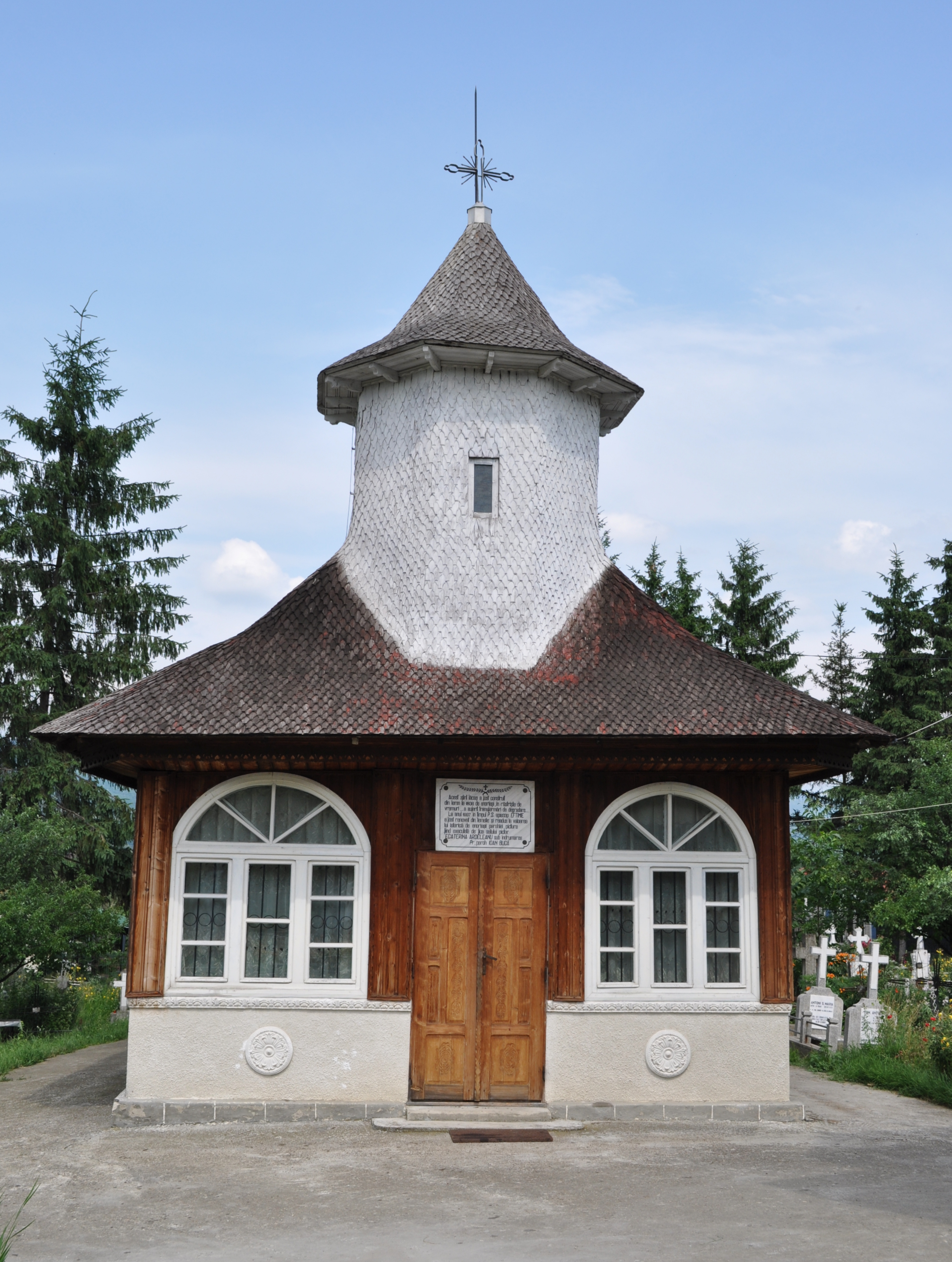
Biserica de lemn „Sfântul Dumitru” din satul Negoiești, monument istoric de arhitectură din comuna Ștefan cel Mare

În comuna Ștefan cel Mare se află două monumente istorice de arhitectură de interes național: podul de piatră al lui Ștefan cel Mare (secolul al XV-lea) din satul Negoiești (în zona fostului sat Gârbovana), aflat la kilometrul 24+810 al șoselei DN11A; și ansamblul bisericii „Sfinții Voievozi” (1628) din satul Rădeana — ansamblu ce cuprinde biserica propriu-zisă și zidul de incintă.
În rest, cinci alte obiective din comună sunt incluse în lista monumentelor istorice din județul Bacău ca monumente de interes local. Două dintre ele sunt situri arheologice: situl de la „Siliște”, aflat la 800 m nord de satul Gutinaș, cuprinde urmele unor așezări din neolitic, Epoca Bronzului, epoca daco-romană (secolele al II-lea–al III-lea e.n.), epoca migrațiilor (secolele al IV-lea–al VII-lea) și din secolele al XVI-lea–al XVII-lea; și situl arheologic de la „Piscul Corbului” de la marginea de vest a satului Viișoara, unde s-au descoperit urmele unei așezări eneolitice aparținând culturii Cucuteni. Celelalte trei monumente sunt clasificate ca monumente de arhitectură: ansamblul mănăstirii Bogdana (secolele al XVII-lea–al XIX-lea), aflat la 2 km de satul Bogdana, ansamblu cuprinzând biserica „Pogorârea Sfântului Duh și Sfânta Treime”, paraclisul, stăreția, chilia, turnul clopotniță și zidul de incintă; biserica de lemn „Sfântul Dumitru” (1806) din satul Negoiești; biserica de lemn „Sfinții Arhangheli” (1817) din același sat (cătunul Gârbovana) și conacul (1900) din satul Ștefan cel Mare.

## Personalități născute aici
- Nicușor Păduraru (n. 1969), om politic, care a îndeplinit funcția de prefect al județului Iași;
- Cristina Bontaș (n. 1973), gimnastă.